# Promóció (marketing)
A promóció feladata a marketingben elősegíteni, megkönnyíteni a potenciális vevő számára a termék, szolgáltatás megvásárlására vonatkozó döntését. Mindazon eszközök gyűjtőfogalma, amelyek arra ösztönzik a vásárlás helyén a fogyasztókat, hogy a promotált terméket vásárolják meg, próbálják ki. A marketingkommunikáció egy olyan folyamat, amely egy kibocsátó (információforrás) és egy befogadó (címzett) közötti információ-átvitelt jelent, hasonló, vagy azonos értelmezésre számítva.

## Lehetséges céljai
- a forgalom növelése,
- az elfekvő árukészlet kiárulása,
- az imázs javítása,
- az árak alakítása.

Általában az FMCG kategóriában működő cégek alkalmazzák előszeretettel, de napjainkban egyre gyakoribb a non-food termékeket előállító, forgalmazó cégek marketing eszköztárában is.

## Eszközei
- termékbemutatás
- kóstoltatás
- vevői verseny (nyereményjáték, vetélkedő)
- kuponok
- árkedvezmény
- áruminta
- reklámajándék
- pénzvisszatérítés
- törzsvásárlói kedvezmény, hűségprogram
- influencer marketing[3]

## Kapcsolódó oldalak
- Trade marketing
- Merchandising